# Johann Heinrich Ludwig Pielstick

Johann Heinrich Ludwig Pielstick

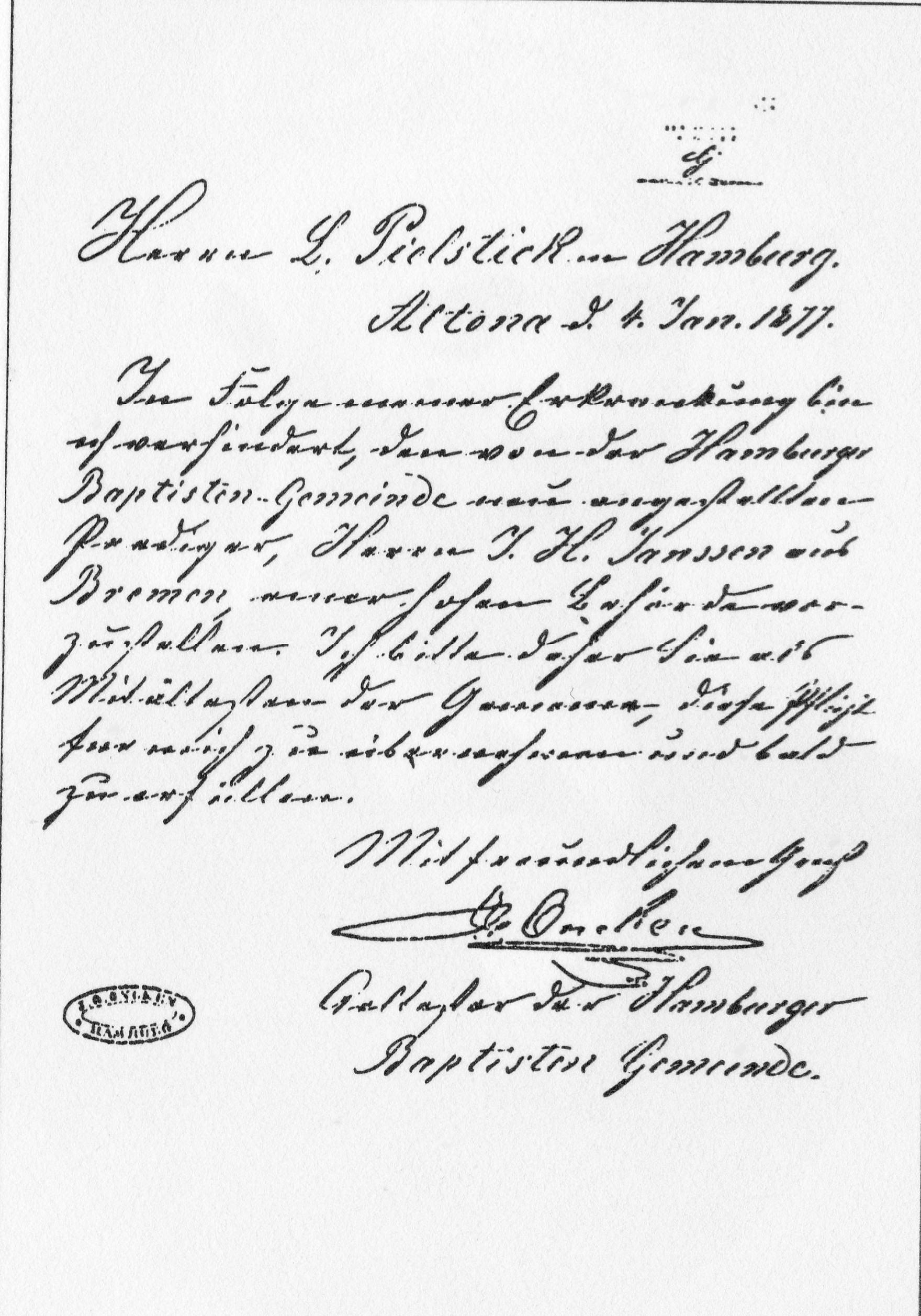
Bitte des erkrankten Oncken an Pielstick (aus den Akten des Hamburger Senats)

Johann Heinrich Ludwig Pielstick (Kurzform: Ludwig Pielstick) (* 4. August 1832 in Zissenhausen bei Tettens / Wangerland; † 23. März 1898 in Hamburg) war ein Hamburger Kaufmann und baptistischer Ältester. Er gehörte zur zweiten Gründergeneration der deutschen baptistischen Bewegung und nahm auch innerhalb der Vereinigten Gemeinden getaufter Christen / Baptisten (heute: Bund Evangelisch-Freikirchlicher Gemeinden in Deutschland) eine bedeutende Leitungsposition wahr.

## Leben
Ludwig Pielstick entstammte einer bäuerlichen Familie. Sein Vater war der aus Dose stammende Landwirt Gerd Janssen Pielstick (* 15. September 1796 in Dose; † 23. August 1847 in Zissenhausen), seine Mutter die aus Abickhafe gebürtige Sophia Helena Wiemers (* 29. Oktober 1793 in Abickhafe; † 24. September 1869 in Hamburg). Er war das jüngste von sechs Kindern.
Um die Mitte des 19. Jahrhunderts fand Pielstick Kontakt zur Baptistengemeinde Jever und ließ sich am 15. August 1852 auf das Bekenntnis seines Glaubens an Jesus Christus taufen. Täufer war der jeversche Buchbinder und Baptistenmissionar Anton Friedrich Remmers, der die Taufe in einem Gewässer bei Rahrdum (heute ein Stadtteil von Jever) vollzog. Das Gemeinderegister der Evangelisch-Freikirchlichen Gemeinde Jever vermerkt, dass „der Landmann Johann Heinrich Ludwig Pielstick“ 1855 mit der Familie seines Bruders nach Peoria / USA auswanderte. Dort gab es eine vom Hamburger Diakon  J. H. Krüger 1851 gegründete Baptistenmission, die sich um deutsche Einwanderer kümmerte. Der bereits erwähnte Bruder Ludwig Pielsticks hatte später in der durch die Mission entstandene deutsche Gemeinde das Amt des Schriftführers inne.
Spätestens 1857 scheint Pielstick die Rückreise nach Deutschland angetreten und in Hamburg seinen Wohnsitz genommen zu haben, denn am 27. August des genannten Jahres ehelichte er in der Hansestadt Johanne Jacobine Marie Kruse (1831–1867). Aus dieser Ehe gingen drei Kinder hervor. Nach dem frühen Tod seiner ersten Ehefrau heiratete Pielstick in zweiter Ehe Caroline Henriette Mathilde Kruse (1833–1903). Aus dieser Verbindung gingen ebenfalls drei Kinder hervor. In der Sammlung der deutschen Handelsregister findet sich unter dem Datum 6. Februar 1863 der Eintrag einer Firmengründung mit dem Namen „Janson & Pielstick (Handelsgesellschaft)“. Als Inhaber wird neben einem gewissen Heinrich Christoph Ludwig Conrad Carl Janson auch Johann Heinrich Ludwig Pielstick genannt.
Spätestens Anfang der 1860er Jahre (wahrscheinlich schon früher) war Pielstick engagiertes Mitglied der Hamburger Baptistengemeinde. Diese war 1834 durch die Wirksamkeit Johann Gerhard Onckens gegründet worden und gilt als Keimzelle des deutschen und kontinentaleuropäischen Baptismus. Die Gemeinde erhielt 1858 ihre gesetzliche Anerkennung durch den Hamburger Senat und entfaltete ein beachtliches Wachstum. Es entstanden über 50 Zweiggemeinden in Hamburg, Schleswig-Holstein und Mecklenburg-Vorpommern. Auch ausländische Gemeinden, die von Oncken oder anderen Hamburger Missionaren gegründet worden waren, wurden von der heute so genannten Oncken-Gemeinde aus verwaltet und nach Erteilung der staatlichen Concession auch als Zweigkirchen den Behörden gemeldet. Bis 1872 hatte Johann Gerhard Oncken die Gemeinde und ihre Verzweigungen als Ältester und Prediger alleine geleitet. Er ließ sich zwar bei seinen europaweiten Missionsreisen vertreten, übernahm aber nach seiner Rückkehr immer wieder die volle Leitungsverantwortung. Erst 1873 erklärte Oncken sich bereit, dauerhaft einen Teil seiner Verantwortung abzugeben und schlug der Gemeindeversammlung vor, Johann Heinrich Ludwig Pielstick als Mitältesten zu berufen. In einem Auszug aus dem Protokoll der Gemeindeversammlung vom 19. Januar 1873 heißt es: „Am Sonntag, den 19ten Januar 1873 beschloss die Hamburger Baptistengemeinde unter dem Vorsitz ihres Ältesten, Herrn Prediger J. G. Oncken, die Wahl des J. H.L. Pielstick als Mitältesten der Hamburger Baptistengemeinde. Die Wahl der Gemeinde wurde von Herrn J. H. L. Pielstick am gedachten Tage angenommen!“
Die ersten Jahre seiner Amtszeit waren durch einen Konflikt überschattet, der sich zunächst zwischen der Hamburger und Altonaer Baptistengemeinde entzündet, dann aber auf die gesamte Bundesgemeinschaft übergegriffen hatte. Es ging bei dieser Auseinandersetzung um die Frage des Verhältnisses der Ortsgemeinden zueinander. Während Oncken und die Hamburger Gemeinde an eine eher „zentralistisch“ organisierte Freikirche dachten, verfolgte die Gemeinde im benachbarten Altona die Konzeption eines kongregationalistischen Gemeindebundes. Zwar konnte der Streit auf der Hamburger Bundeskonferenz 1876 befriedet werden, hatte aber stark an Onckens inneren Kräften gezehrt. Als ihn 1879 ein Schlaganfall traf, lag die Leitung der Gemeinde allein bei Pielstick, der als Ältester auch den Predigern der Gemeinde vorstand. Die erwähnte Konferenz von 1876 leitete Pielstick als gastgebender Ältester der 170 Abgeordneten mit den Worten ein: „Möchten wir die traurigen Ereignisse der letzten Jahre vergessen können, um uns auf die Höhe unseres eigentlichen Berufes zu erheben! Die Baptisten=Gemeinden sind Missions=Gemeinden und nur Missions=Gemeinden!“
1878 wurde Pielstick von den Abgeordneten baptistischen Bundeskonferenz in Ihren in das Gremium der Ordnenden Brüder berufen. Dieses Gremium verantwortete die Leitung und Verwaltungsangelegenheiten des Bundes der Baptistengemeinden zwischen den in unterschiedlichen Zeitabständen stattfindenden Konferenzen. Es gilt als Vorläufer der heutigen Präsidiums des Bundes Evangelisch-Freikirchlicher Gemeinden.
Das Amt des Gemeindeältesten hatte Pielstick bis zu seinem Tode im Jahr 1898 inne. Sein Nachfolger wurde Ernst August Hamann.